# Topos (czasopismo)
Topos (czasopismo) – dwumiesięcznik literacki ukazujący się od maja 1993 r., dostępny w całym kraju w sieci salonów Empik oraz w prenumeracie. Dwumiesięcznik organizuje w cyklu dwuletnim Ogólnopolski Konkurs Poetycki im. R.M. Rilkego oraz Festiwal Poezji.

## Numery tematyczne
Specjalnością „Toposu” są numery tematyczne, dotąd ukazały się zeszyty o m.in.: Konstantym Ildefonsie Gałczyńskim, Zbigniewie Herbercie, Czesławie Miłoszu, Tadeuszu Różewiczu, Mironie Białoszewskim, Julii Hartwig, Jarosławie Marku Rymkiewiczu, Ryszardzie Kapuścińskim, Tymoteuszu Karpowiczu, Ks. Janie Twardowskim, Krzysztofie Karasku, Julianie Kornhauserze, Stanisławie Barańczaku, a także numery o Rainerze Marii Rilkem, Franzu Kafce, Thomasu Mertonie czy Jamesie Joysie.
 W „Toposie” znajdują się stałe rubryki, prowadzone przez wybitnych eseistów, m.in.: „Teologia poetów” (Zofia Zarębianka), „Notes” (Wojciech Kass), „Ogród debiutów” (Piotr Wiktor Lorkowski).

## Biblioteka „Toposu”
Od 1996 roku „Topos” prowadzi własną serię książkową. W cyklu Biblioteka „Toposu” ukazało się ponad 140 tomów, m.in. wiersze Rainera Marii Rilkego w przekł. Andrzeja Lama, Jana Erika Volda w przekł. Andrzeja Słomianowskiego, Kazimierza Hoffmana, Krzysztofa Karaska, Zbigniewa Jankowskiego, Teresy Ferenc, Bogusławy Latawiec, Adriany Szymańskiej, Jerzego Górzańskiego, Leszka Aleksandra Moczulskiego, Mieczysława Machnickiego, Sławomira Matusza, Jana Polkowskiego, Wojciecha Kassa, Przemysława Dakowicza, Tadeusza Dąbrowskiego, Wojciecha Gawłowskiego, Wojciecha Kudyby, Grzegorza Kociuby, Michała Kozłowskiego, Joanny Roszak, Artura Nowaczewskiego, ks. Jana Sochonia, Krystyny Dąbrowskiej, Mirosława Dzienia, Karola Samsela czy Jarosława Jakubowskiego.

## Biblioteka „Krytyki”
W ramach Biblioteki „Toposu” ukazuje się również seria Biblioteki „Krytyki”. Dotychczas ukazały się tomy szkiców krytycznych Przemysława Dakowicza, Wojciecha Kudyby, Adriana Glenia i Artura Nowaczewskiego.

## Plakaty/arkusze poetyckie
Na kilkudziesięciu (dołączanych do każdego numeru) arkuszach poetyckich „Toposu”, których pomysłodawcą i redaktorem jest Tadeusz Dąbrowski, znalazły się wiersze m.in. takich poetów jak: Adam Zagajewski, Ryszard Krynicki, Wacław Tkaczuk, Bohdan Zadura, Janusz Szuber, Urszula Kozioł, Teresa Ferenc, Zbigniew Jankowski, Adriana Szymańska, Ewa Lipska, Julian Kornhauser, Paweł Huelle, Krzysztof Lisowski, Wojciech Kass, Janusz Drzewucki, Teresa Tomsia, Tadeusz Dąbrowski, M. K. E. Baczewski, Tomasz Różycki, Jacek Dehnel, Artur Nowaczewski, Adam Majewski, Dariusz Sośnicki, Jacek Gutorow, Mariusz Grzebalski, Maciej Woźniak, debiutanci – Anna Pitra, Mariusz Więcek, Anna Wieser, Aleksandra Wrona.

## Redakcja
Rada programowa:
- Edward Balcerzan,
- Tomasz Burek,
- Zbigniew Chojnowski,
- Krzysztof Dybciak,
- Wojciech Kudyba,
- Wojciech Ligęza,
- David Malcolm.

Redakcja:
- Krzysztof Kuczkowski – redaktor naczelny, założyciel czasopisma,
- Tadeusz Dąbrowski,
- Wojciech Kass.